# أليخاندرو فاريلا
أليخاندرو فاريلا (بالإسبانية: Alejandro Varela López)‏ هو لاعب كرة قدم إسباني، ولد في 5 أكتوبر 1973 في لقنت في إسبانيا. لعب مع نادي مريدا والان هو مساعد خيسوس كاساس من اجل تدريب المنتخب الوطني العراقي.